# Mario Héctor Robles
Mario Héctor Robles (* 19. Januar 1971 in San Juan) ist ein argentinischer römisch-katholischer Geistlicher und Weihbischof in San Juan de Cuyo.

## Leben
Mario Héctor Robles studierte Philosophie und Katholische Theologie am Priesterseminar San Carlos Borromeo in Capitán Bermúdez. Außerdem erwarb er einen Abschluss als Religionslehrer. Am 12. Dezember 1996 empfing er in der Kathedrale San Juan Bautista durch den Erzbischof von San Juan de Cuyo, Ítalo Severino Di Stéfano, das Sakrament der Priesterweihe.
Robles war zunächst als Pfarrer der Pfarrei Santo Domingo de Guzmán tätig, bevor er 2005 Ausbilder am Priesterseminar Nuestra Señora de Guadalupe y San José wurde. Zudem war er von 2004 bis 2007 Mitglied des Priesterrats des Erzbistums San Juan de Cuyo. Von 2007 bis 2016 war Mario Héctor Robles Pfarrer der Basilika Nuestra Señora de los Desamparados in Rivadavia. Anschließend fungierte er als Verantwortlicher für die Ausbildung der Ständigen Diakone. Daneben gehörte er von 2015 bis 2018 dem Diözesanvermögensverwaltungsrat und von 2018 bis 2021 abermals dem Priesterrat an. Ab 2020 wirkte Robles erneut als Pfarrer der Basilika Nuestra Señora de los Desamparados sowie als Mitglied des Teams für die Priesterfortbildung und als Direktor des erzbischöflichen Katecheseausschusses.
Am 9. September 2022 ernannte ihn Papst Franziskus zum Titularbischof von Ipagro und zum Weihbischof in San Juan de Cuyo. Der Erzbischof von San Juan de Cuyo, Jorge Eduardo Lozano, spendete ihm am 21. November desselben Jahres im Estadio Aldo Cantoni in San Juan die Bischofsweihe; Mitkonsekratoren waren die Weihbischöfe in San Juan de Cuyo, Carlos María Domínguez OAR und Gustavo Manuel Larrazábal CMF, sowie der emeritierte Erzbischof von San Juan de Cuyo, Alfonso Delgado Evers.